# Ai (cantante)
Ai Carina Uemura (植村 愛 カリーナ, romanizado: Uemura Ai Karīna) (2 de noviembre de 1981 en Los Ángeles, California) es una cantautora niponaestadounidense.
Pasó su infancia tanto en Kagoshima, Japón; así como en Los Ángeles, Estados Unidos. En el año 2000 firma contrato con la discográfica Def Jam Japan y al año siguiente publica su primer álbum: My Name Is Ai. En 2004 grabaría su álbum más destacado: 2004 Ai, el cual incluye el sencillo Story, el cual obtuvo una gran acogida en Japón siendo a su vez el sexto sencillo de la historia en recibir un certificado digital de la Recording Industry Association of Japan por alcanzar los tres millones de ventas.
En 2008, ella interpretó la image song, «Okuribito», de la película Okuribito, ganadora del Premio Óscar a la mejor película extranjera.

## Discografía
- (2001) My Name Is Ai
- (2003) Original Ai
- (2004) 2004 Ai
- (2005) Mic-a-holic Ai
- (2006) What's Goin' On Ai
- (2007) Don't Stop Ai
- (2009) Viva Ai
- (2010) The Last Ai
- (2012) Independent
- (2013) Moriagaro
- (2017) Wa to Yo
- (2022) Dream
- (2023) Respect All